# Vetluis
Vetluis, ook bekend als wasluis, is een vettige substantie die na het wassen achterblijft in de wasmachine. Het is geen luis, maar vervuiling die ontstaat doordat huidvet en -schilfers samenklonteren met onoplosbare stoffen (silicaten) uit het wasmiddel. Het is een voedingsbodem voor bepaalde bacteriën.

## Herkenning

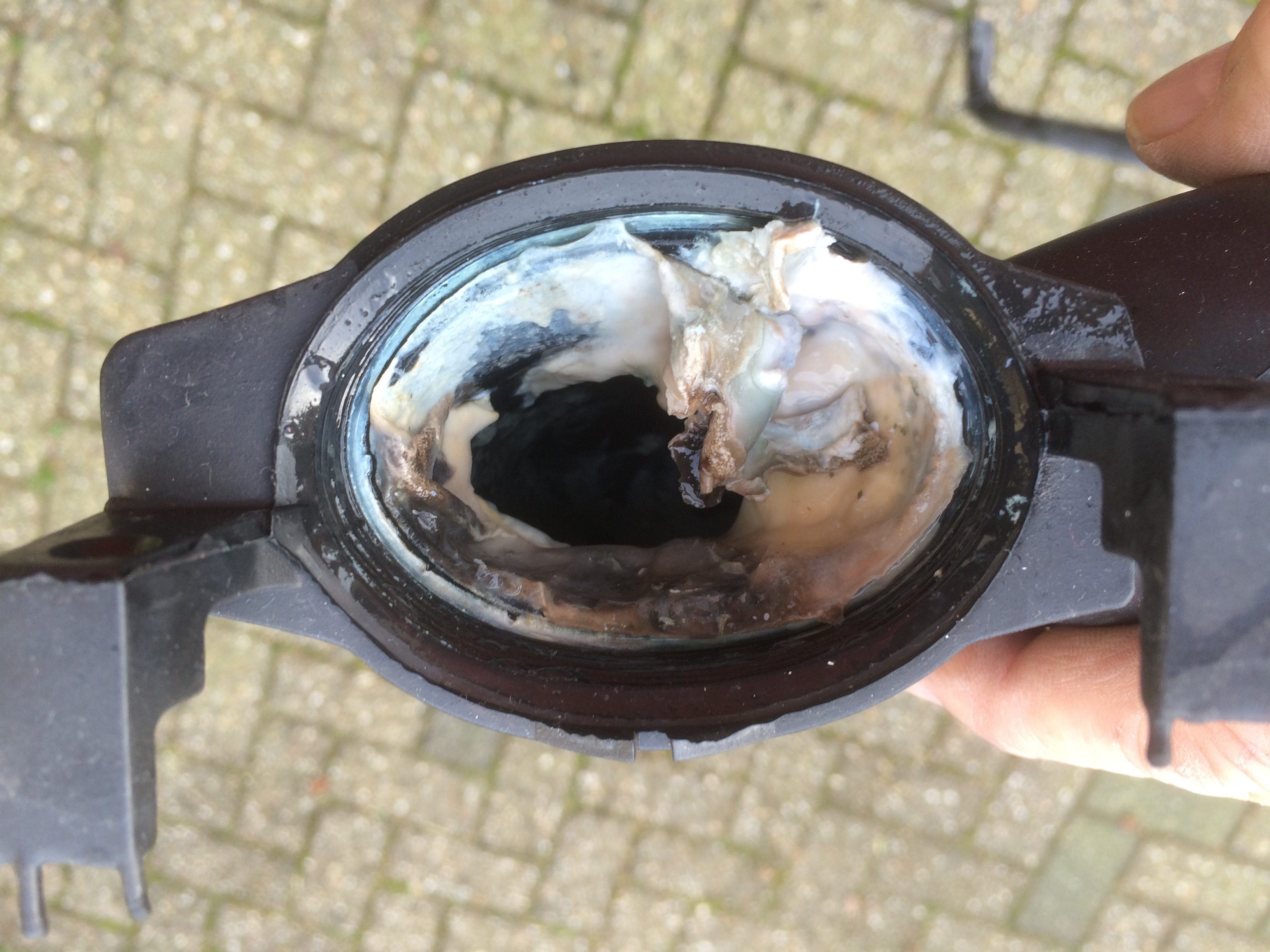
Vetluis in afvoersysteem van wasmachine

Het eerste signaal van vetluis is meestal een vieze geur: er komt een rioollucht uit de trommel en de schone was ruikt niet fris. Na verloop van tijd vindt men vetluis als een witgrijze smurrie terug in de rubberen afsluitring rond de deuropening, in de pomp, afvoerslangen en de slang naar de niveauregeling (pressostaat).
In dit stadium ontstaan vaak ook verkleuringen en vlekken op het wasgoed. In het laatste stadium kan schade ontstaan aan de wasmachine. Als de wasmachine bij het centrifugeren elke keer heftig trilt, kan dit duiden op een scheur in het trommelkruis als gevolg van de etsende werking van het zuur dat door de bacteriën wordt gevormd.
Opmerking: bij oudere machines kan het trillen ook veroorzaakt worden door versleten schokdempers.

## Oorzaak

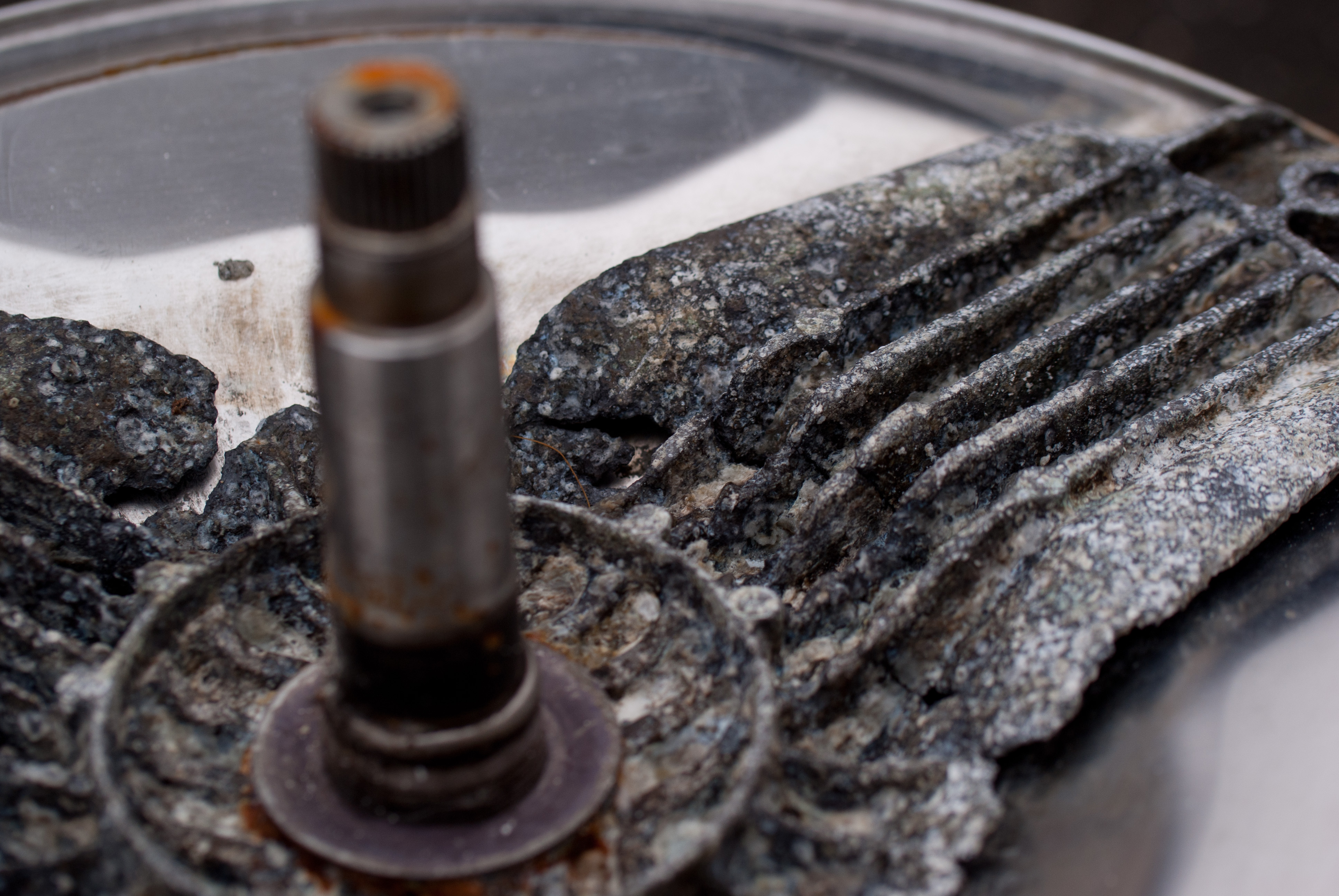
Aangetast trommelkruis van wasmachine

Bij het wassen van kleding, beddengoed en dergelijke in wasmachines blijven er altijd zeepresten en organisch materiaal achter zoals huidvetten, huidschilfers en haren. Bij het wassen op temperaturen van minder dan 60°C kunnen zich hierin bacteriën ontwikkelen. Het gebruik van wasmiddelen verandert: als gevolg van een groter aandeel (niet kleurechte) stoffen in kleding, is het gebruik van vloeibare wasmiddelen zonder bleekmiddel sterk toegenomen. Bleekmiddel was altijd een grote rem op de groei van bacteriën. De ontwikkelingen op het gebied van wasmiddelen en energiegebruik lopen parallel aan de ontwikkelingen in het wasmachine-ontwerp.
Moderne wasmachines met een hoog energie-label hebben meer last van vetluis omdat zij met minder water en op lagere temperatuur wassen. De vetluisbacterie sterft pas bij 57°C. Zelfs bij wassen op 60°C wordt als gevolg van de geringe hoeveelheid water in de kuip, de temperatuur rond de as van de trommel niet hoog genoeg. Ook de samenstelling van de wasmiddelen is veranderd: de fosfaten zijn vervangen door silicaten (een soort klei). Silicaten hebben meer de neiging om zich te hechten aan ruwe oppervlakken en vormen zo de basis waarin bacteriën zich ontwikkelen.
Vrijwel alle wasmachinefabrikanten maken gebruik van een lichtmetalen (aluminium) trommelkruis. Het trommelkruis vormt de verbinding van de as met de achterwand van de trommel. Dit (meestal driebenige) trommelkruis bevindt zich tijdens het wassen voortdurend in contact met water. De ruimte tussen het trommelkruis en de trommel en de holtes in het profiel van het trommelkruis vormen een ideaal hechtingsoppervlak voor vetluis waarin bepaalde bacteriesoorten zich ongezien kunnen vermeerderen. Deze acidogene bacteriën scheiden een zuur af dat op den duur het aluminium van het trommelkruis aantast.

## Voorkomen
De bacteriën in de vetluis overleven een temperatuur van 57°C slechts heel kort en kunnen niet tegen bleekmiddel. Vloeibaar wasmiddel is vooral bedoeld voor niet-kleurechte was en bevat daarom geen bleekmiddel. Gebruik daarom voor witte en kleurechte was, poederwasmiddel waarin (zuurstof)bleekmiddel zit en was dan op minimaal 60°C. Als bij deze wastemperatuur het centrum van het trommelkruis niet heet genoeg wordt om alle bacteriën te doden is het nodig om met enige regelmaat op nog hogere temperatuur te wassen, zo mogelijk met extra water. Toevoegen van extra wasmiddel verhelpt het probleem niet maar verergert het juist doordat meer silicaat-klei beschikbaar komt.

## Verwijderen
Een methode om vetluis te verwijderen en te weren is om maximaal eenmaal per halfjaar de wasmachine op de volgende manier te behandelen:
- Programma (zonder was) draaien op minimaal 75°C met een kopje soda erbij en indien mogelijk extra water.
- Daarna nog een keer hetzelfde programma, maar nu met een halve liter schoonmaakazijn (16% azijnzuur).

Het veelvuldig en in hoge dosering gebruiken van zuren (azijnzuur, citroenzuur) of basen (soda) om te proberen het geurprobleem op te lossen, kan schade veroorzaken aan het binnenwerk van een wasmachine. Zolang men ze niet te vaak en beslist niet samen toepast en geen hoge concentraties kiest zijn deze middelen wel effectief. Het tegelijkertijd combineren van zuren (azijn) en basen (soda) in een wasgang is zinloos. De stoffen neutraliseren elkaar in een chemische reactie.
Eventueel kan ook een speciale machinereiniger worden gebruikt welke de juiste stoffen bevat om onder andere de vetluis te verwijderen en tegelijk de machine zo min mogelijk aan te tasten. Moderne wasmachines beschikken tegenwoordig vaak ook over een speciaal reinigingsprogramma. 
In de praktijk blijkt de vieze geur nauwelijks te verminderen door gebruik van machinereiniger, soda of azijn. De oorzaak hiervan ligt in de constructievorm van de achterzijde van de trommel en de binnenzijde van de achterste kuiphelft. Deze zijn ten gunste van de stevigheid geprofileerd. In deze 'profielvormen' hoopt zich vuiligheid op die onbereikbaar is voor schoonmaakproducten.